# 养心殿
39°55′06″N 116°23′22″E / 39.91835°N 116.38940°E

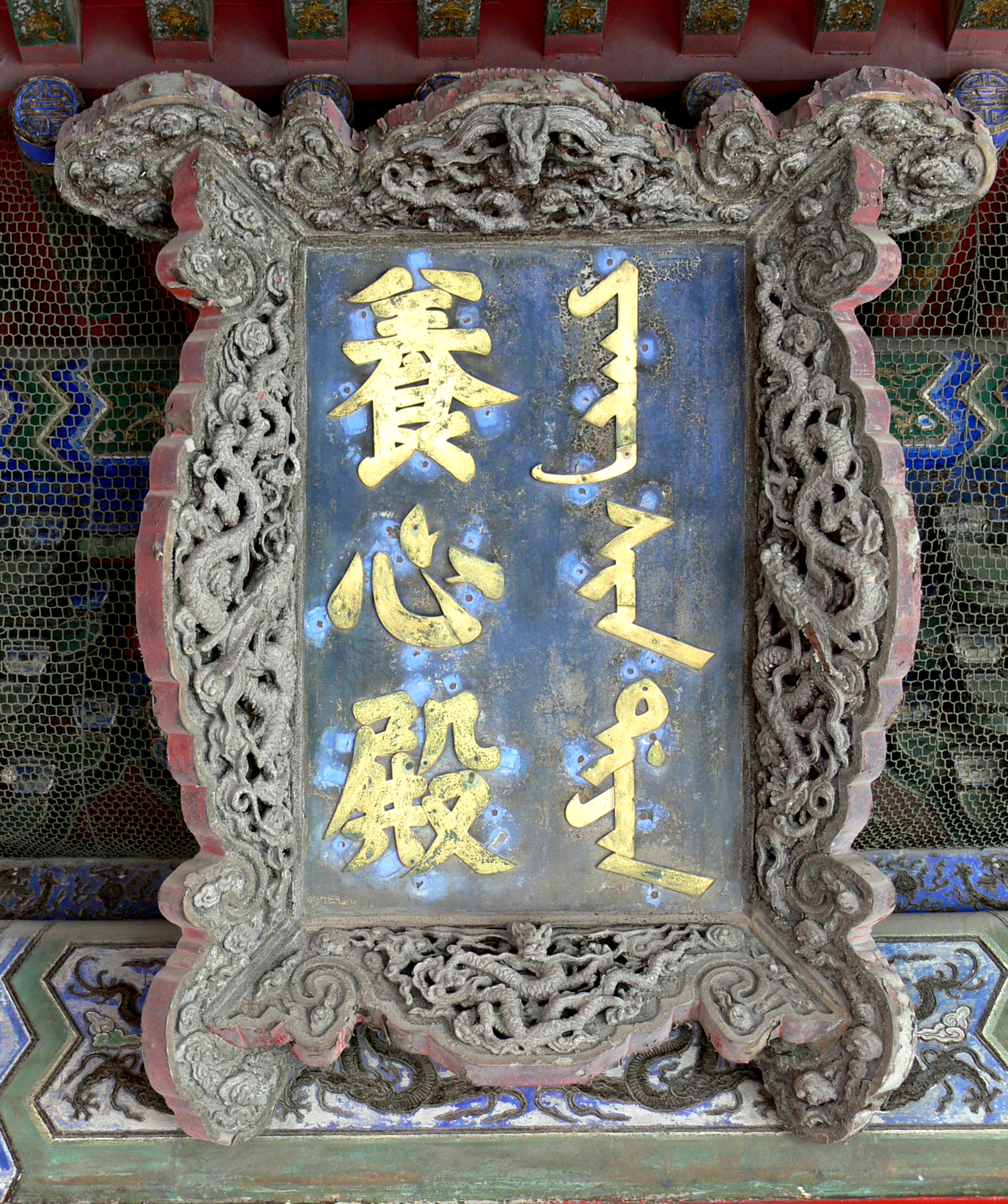
漢文和滿文並書的养心殿匾额

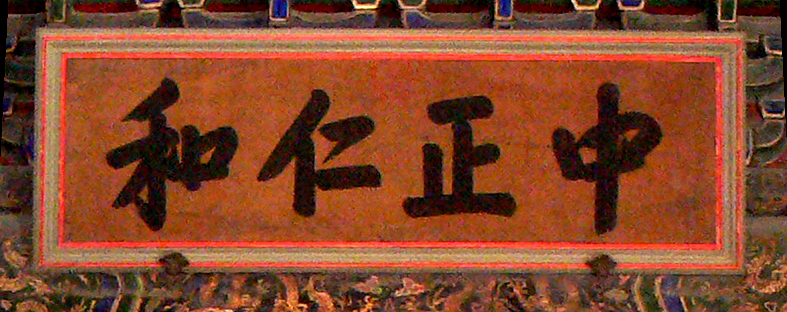
养心殿前殿明间北侧上方悬挂的雍正帝御笔“中正仁和”匾

养心殿（穆麟德轉寫：yang sin diyan），位于紫禁城内廷乾清宫西侧。

## 历史
养心殿建于明朝嘉靖年间。建成於嘉靖十六年以前，曾作為明神宗寢宮，明朝崇祯年间，太监劉若愚所著《酌中志·卷十七 大内规制纪略》載：
過月華門之西，曰膳廚門，即遵義門。向南者曰養心殿。前東配殿曰履仁齋，前西配殿曰一德軒。後殿曰涵春室，東曰隆禧館，西曰臻祥館。殿門內向北者，則司禮監掌印秉筆之值房也。其後尚有大房一連，緊靠隆道閣後，祖制宮中膳房也。逆賢移膳房於怡神殿，而將此房改為秉筆值房。養心殿之西南，曰祥寧宮。宮前向北者，曰無梁殿，系世宗煉丹藥之處也。其制不用一木，皆磚石砌成者。月華門之西南巍然者，曰隆道閣……

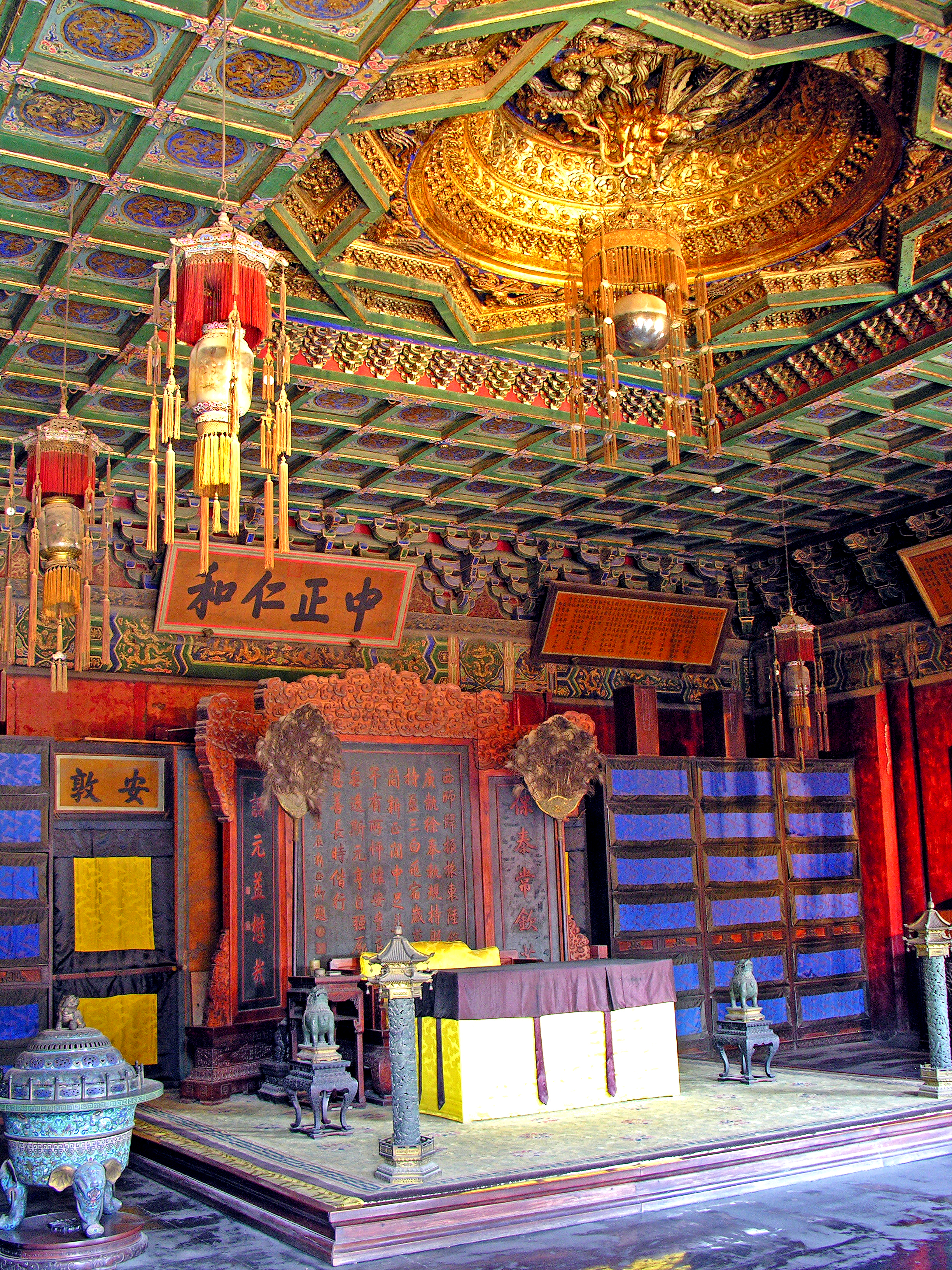
养心殿前殿明间内景

由上文可知，明朝進遵義門之後，院內北側朝南者為養心殿，院內南側朝北者為“司禮監掌印秉筆之值房”；該秉筆值房的南側有“大房一連，緊靠隆道閣後”，原為膳房，後被魏忠賢也改為秉筆值房。養心殿西南有祥寧宮，祥寧宮前（祥寧宮南側）朝北者為無梁殿，是明世宗煉丹藥之處。月華門西南有隆道閣，隆道閣北側即上述“大房一連”。這個“大房一連”約為清朝遵義門內南側的膳房，而和祥寧宮無梁殿無關。

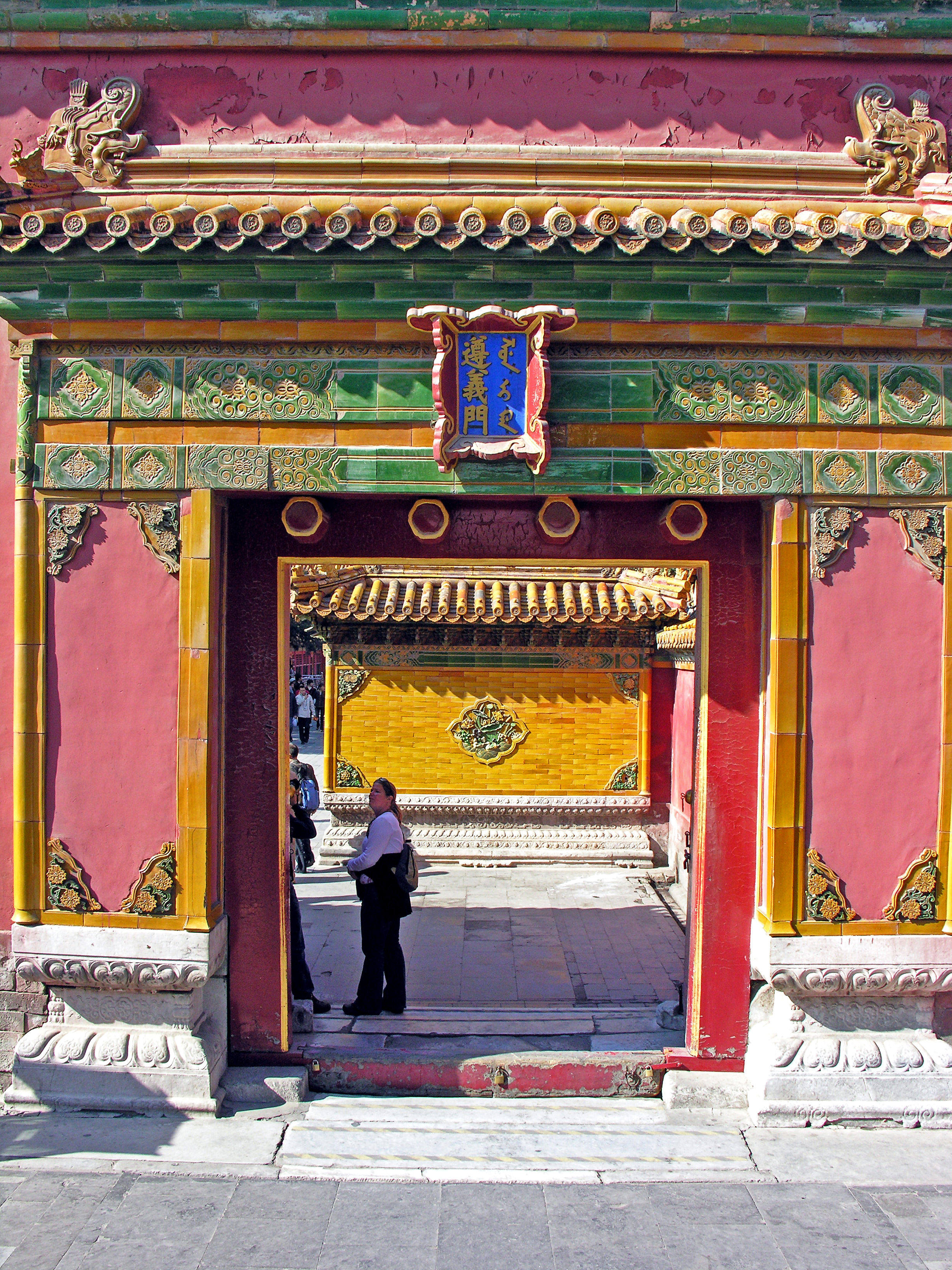
遵义门外侧

養心殿及其各配殿的得名，史籍無考。查“養心”二字，可見《孟子·盡心下》：“養心莫善於寡欲，其為人也寡欲，雖有不存焉者寡矣；其為人也多欲，雖有存焉者寡矣。”《荀子·修身》：“君子養心莫善於誠，致誠則無它事矣。”養心殿前西配殿“一德軒”之名“一德”，可見《易·系辭下》：“恆以一德。”養心殿前東配殿“履仁齋”之名“履仁”，可見焦贛《易林·大畜之需》：“躬體履仁，尚德止訟，宗邑以安，三百無患。”但具體得名淵源，仍不可知。

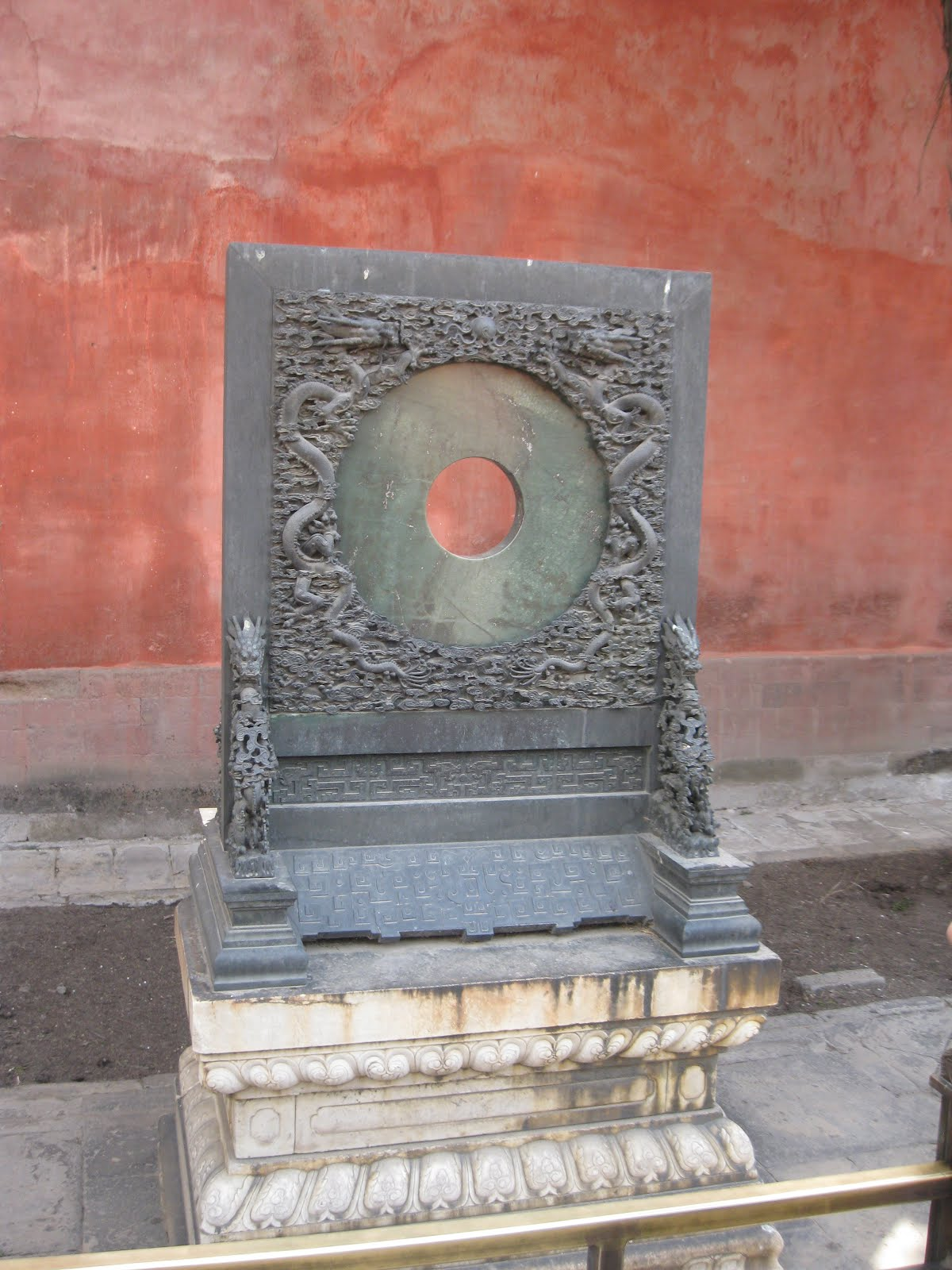
养心门外正南的玉影壁

清朝初年，清世祖（顺治帝）病逝于養心殿。康熙时期，“养心殿、武英殿等处管制造、带西洋人事。”康熙四十八年一月二十五日（1709年3月6日），清圣祖（康熙帝）发上谕，表扬西洋人南怀仁、安文思、徐日升、利类思等为清廷效力，且在皇帝御体欠安时跪奏“西洋上品葡萄酒乃大补之物，高年饮此，如婴童服人乳之力。谆谆泣陈，求朕进此，必然有益。朕鉴其诚，即准所奏，每日进葡萄酒几次，甚觉有益，饮膳亦加，每日竟进数次。朕体已经大安，伊等爱君之心，不可不晓谕朕意。今传众西洋人都在养心殿，叫他们知道。”

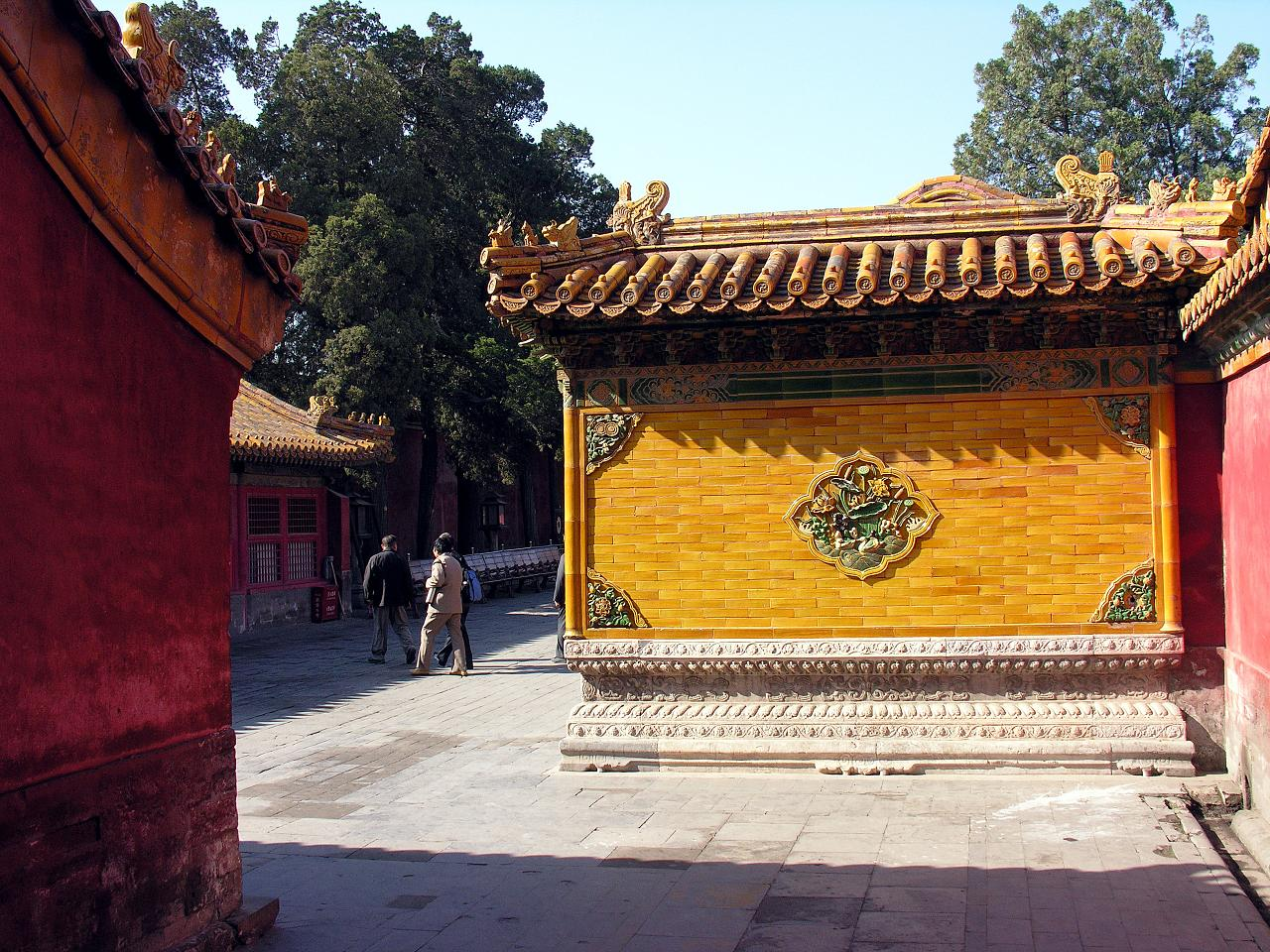
遵義門内的黄琉璃影壁，左侧近处及远处的房顶为处在养心门外院落东南角的曲尺形值房

康熙年间，養心殿曾作为宫中造办处的作坊，专门制作宫廷御用物品。雍正初年養心殿總監造趙昌、李英貴等人被清洗後，造办处各作坊乃逐渐迁出内廷，養心殿便一直作为清朝皇帝冬天的寝宫，乾隆年间又接受改造、添建，形成一组供皇帝召见群臣、理政、读书、居住的多功能建筑群。直到逊帝溥仪出宫，清朝共有八位皇帝（世宗、高宗、仁宗、宣宗、文宗、穆宗、德宗、逊帝溥仪）先后在养心殿居住。世祖、高宗、穆宗于养心殿内驾崩。

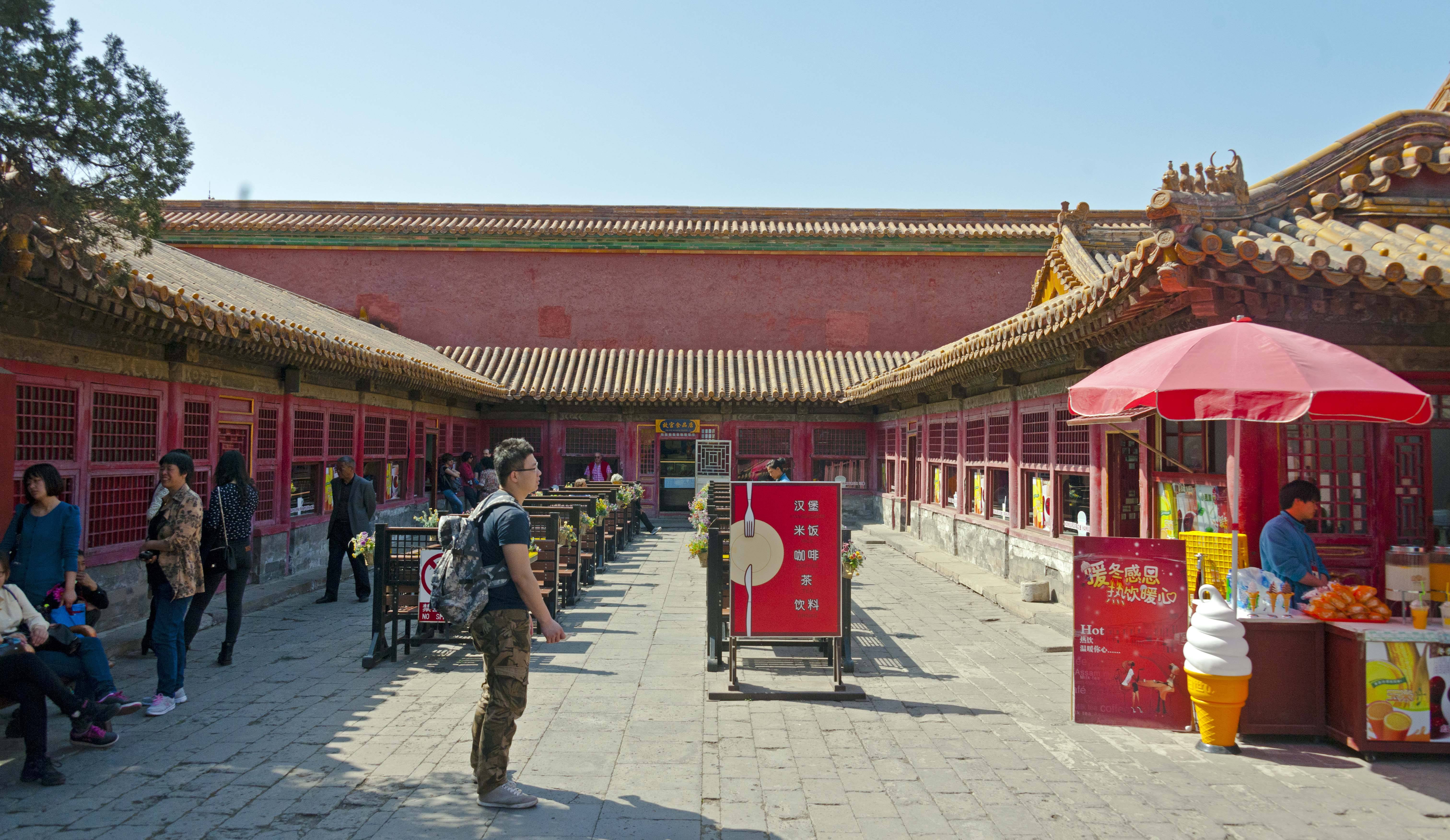
养心门外院落西端的“匚”形值房

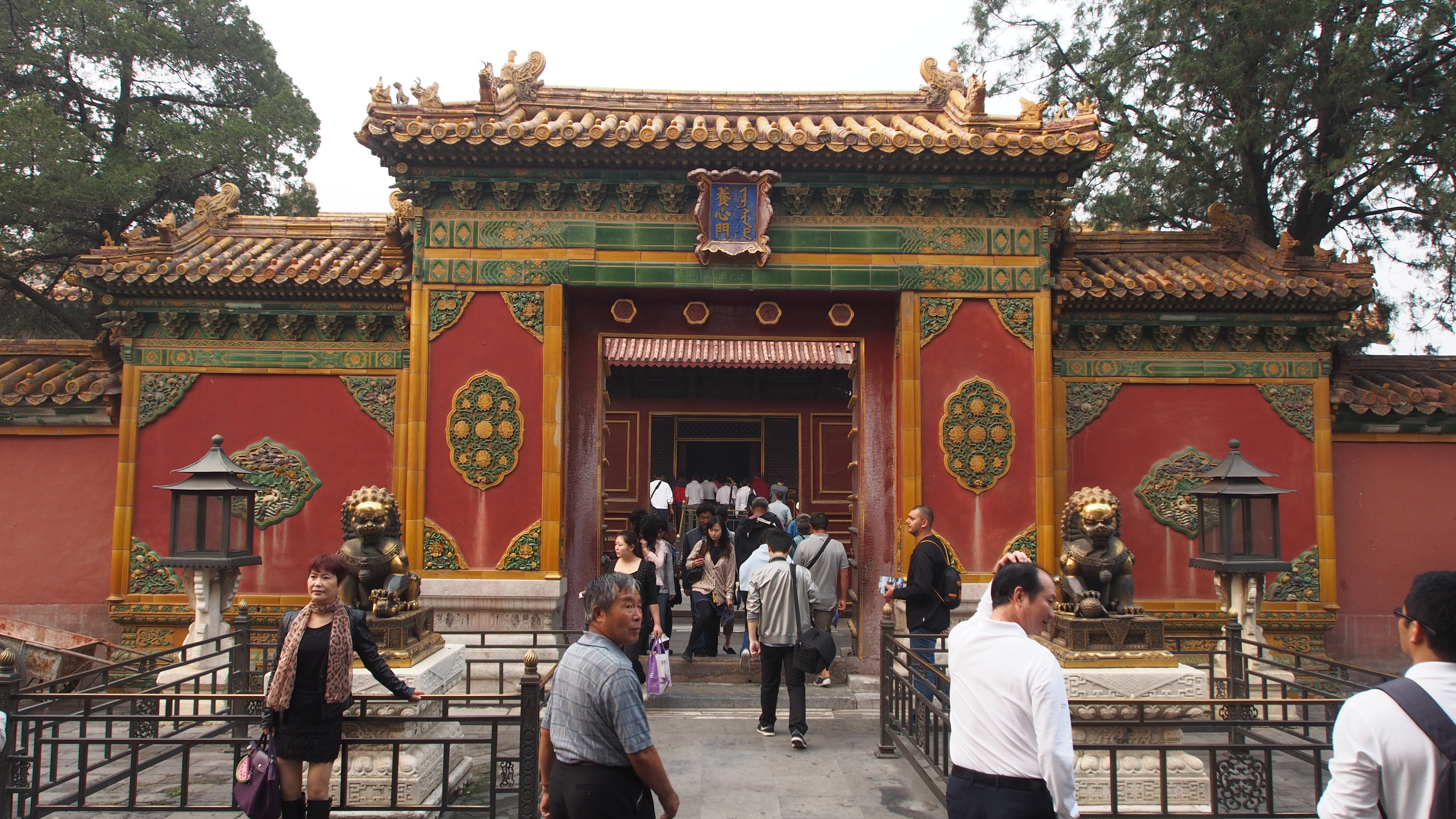
养心门外侧

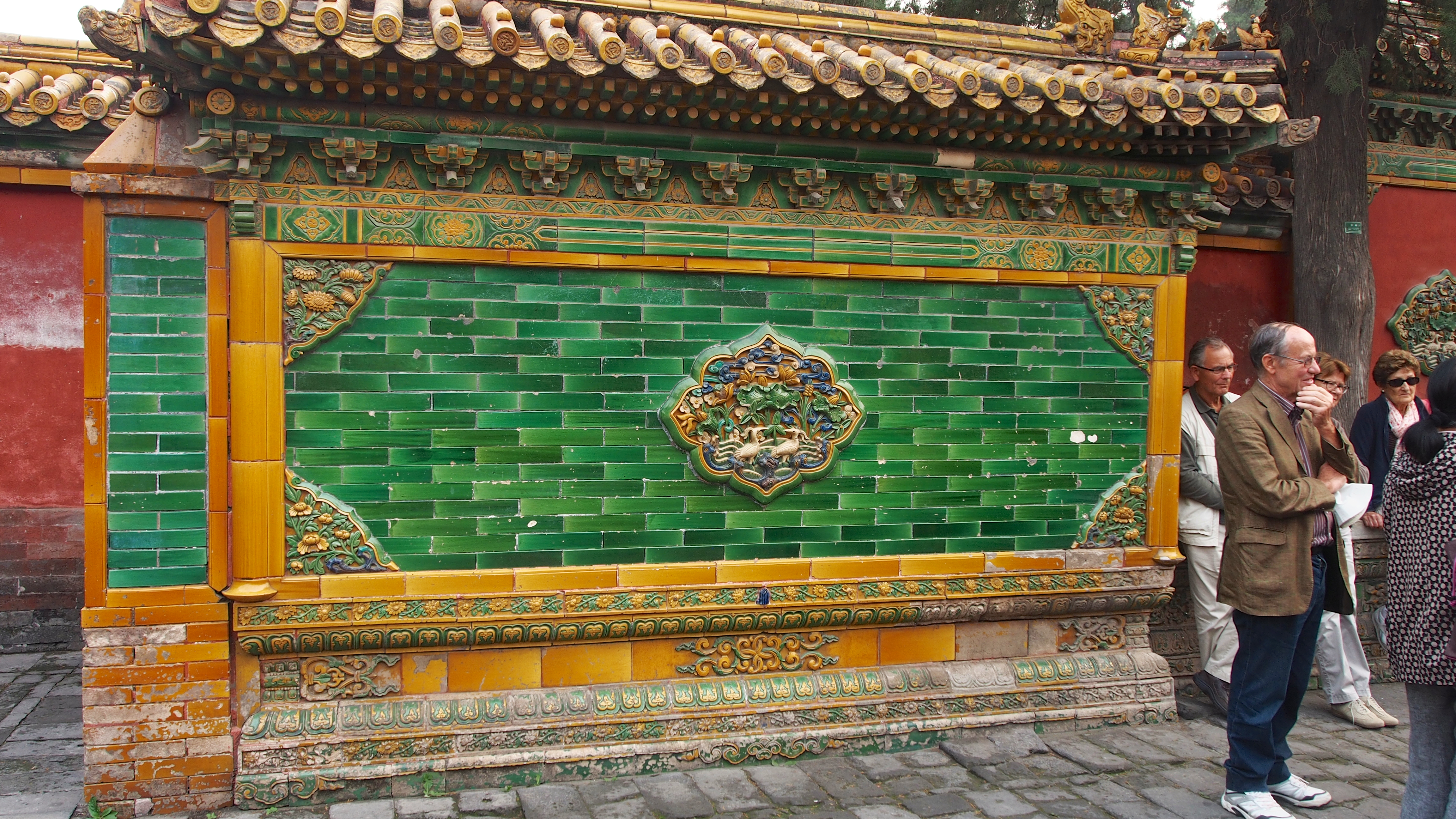
养心门东侧小门内的曲尺形琉璃照壁

同治年间，两宫皇太后在養心殿前殿东暖阁垂帘听政，其间慈安太后、慈禧太后也分别居住在養心殿的體順堂、燕禧堂。宣统帝在位期间，因其年幼，其父载沣在养心殿代为摄政，处理政事。“平时朝见在养心殿，正中设御座，东倒设监国摄政王座，座前均设案。王公百官向皇帝请安、谢恩等均向御座（空座）进行。摄政王召见时，大臣先向御座行礼，然后到东暖阁，在面西的王座前对话，王座旁备有矮杌凳，如摄政王命召对之员坐，即坐凳上，不命坐则侍立启对，命退即退。”
隆裕太后从皇后升格为太后之后，从东六宫的钟粹宫移居西六宫的长春宫和太极殿。1911年辛亥革命爆发。1911年12月7日，总理公署秘书许宝蘅在日记中载，隆裕太后同内阁总理大臣袁世凯在养心殿内谈话达一小时，隆裕太后称：“余一切不能深知，以后专任于尔。”且任命袁世凯为议和全权大臣，委托唐绍仪为议和代表，负责同南方各省和谈。
1912年2月2日，许宝蘅在日记中载，他当天至总理公署，见国务大臣赴养心殿内同隆裕太后商酌优礼皇室条件，“闻太后甚为满意，亲贵亦认可”。同年2月3日，袁世凯便将经隆裕太后认可的《关于大清皇帝优礼之条件》九款、《关于皇族待遇之条件》四款、《关于蒙满回藏各族待遇之条件》七款，分列为甲、乙、丙三项电告南方议和全权代表伍廷芳。
1912年2月12日，6岁的宣统帝奉隆裕太后懿旨下诏逊位。逊位诏书颁布十天后，上海的《申报》于1912年2月22日刊发了题为《清后颁诏逊位时之伤心语》的报道称，2月12日，《清帝逊位诏书》由袁世凯在养心殿内呈给隆裕太后，隆裕太后未阅毕即已泪如雨下，随后交给军机大臣世续、军谘大臣徐世昌盖用御宝，这时，反对逊位的恭亲王溥伟自请召见，隆裕太后称：“彼亲贵将国事办得如此腐败，犹欲阻挠共和诏旨，将置我母子于何地！”此时无论是何贵族均不准入内，乃盖用御宝陈于黄案，“清仍大哭。清帝时立清后怀中，见状亦哭，袁世凯君及各国务大臣亦同声一哭。”
2015年12月，故宫博物院启动养心殿研究性保护项目，养心殿开始闭门谢客。2018年9月3日下午，故宫养心殿正式启动古建筑修缮工程，预计在2020年故宫600岁“生日”时，以原状陈列的方式重新开放。

## 建筑

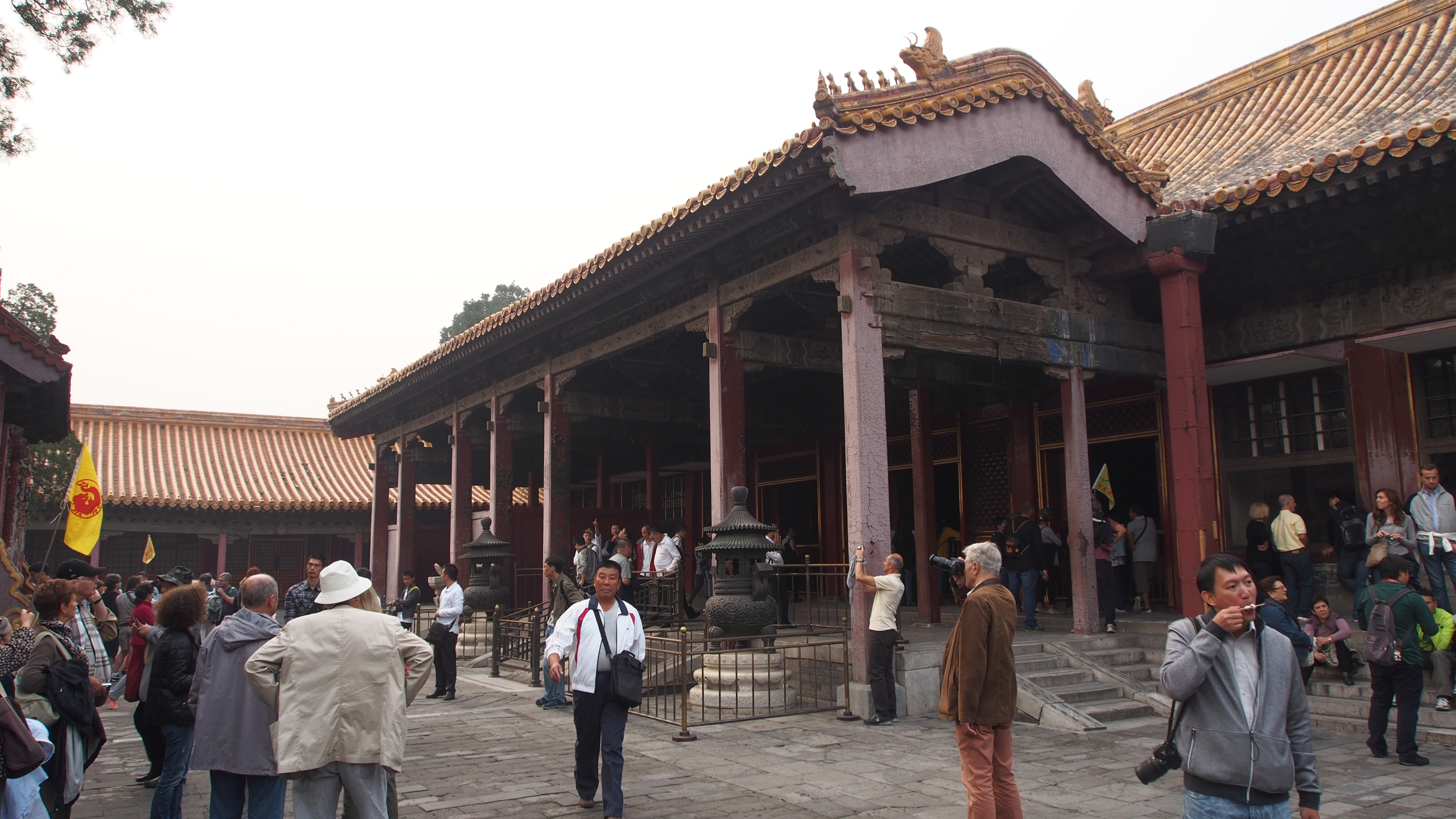
养心殿前殿

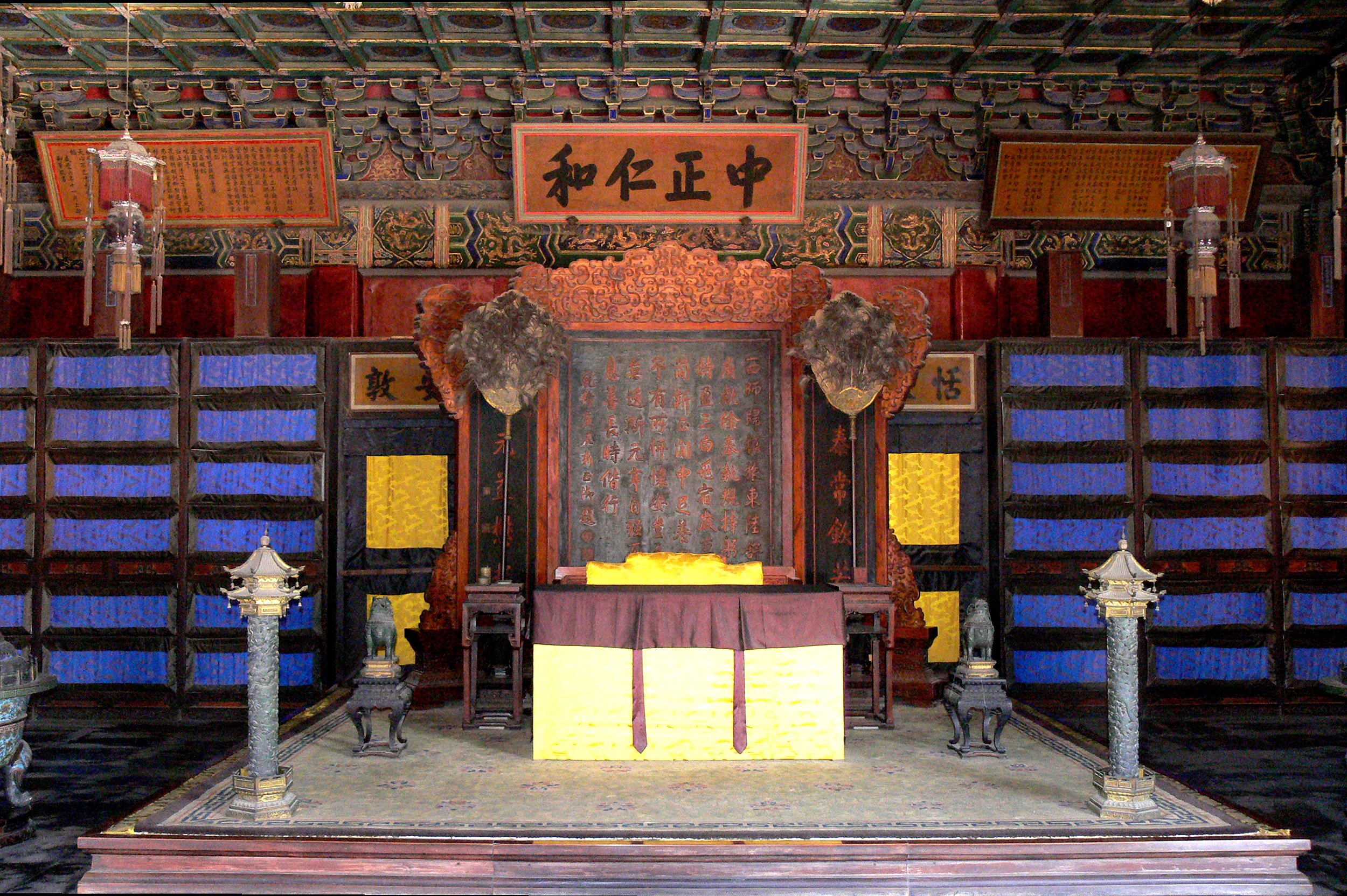
养心殿前殿明间内景。宝座正上方悬挂“中正仁和”匾。宝座东、西两侧的小门上分别悬挂“恬澈”匾、“安敦”匾

### 遵義門
坐西朝東，進門為黃琉璃影壁一座，從南側繞過影壁即至養心門外的狹長院落的東端。

### 養心門
為養心殿前的正門，坐北朝南，廡殿式琉璃門樓。始建於乾隆十五年（1750年），陡匾懸掛在養心門前檐下。門前有一對鎏金銅獅子。門外有一個東西長、南北窄的院落，乾隆十五年（1750年）在該院添建連房三座，房高不逾墻，進深不足4米，是宮中太監、侍衛、值班官員的值宿之所。這三座值房中，一座位於遵義門內的黃琉璃影壁背後（影壁西側）；一座位於該值房以南至遵義門內南側，呈曲尺形，處在院落東南角；一座位於院落西端，平面呈“匚”形，填充了院落的西側及西北、西南角。養心門外正南面有玉影壁一座，養心門內正北面有木照壁一座。養心門東、西兩側各有一個小門，門內分別有一個曲尺形琉璃照壁，曲尺的角均朝向養心殿方向。

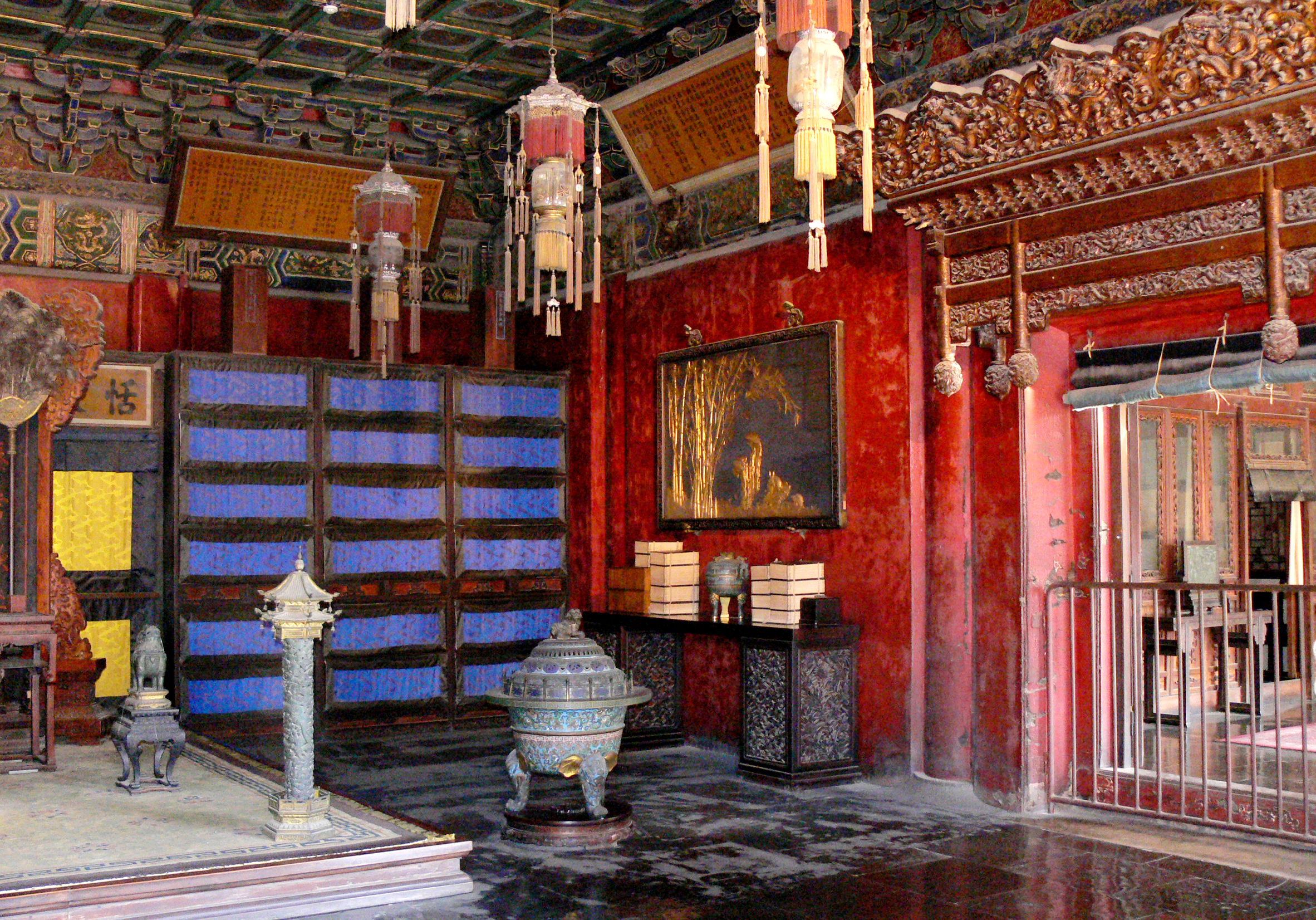
养心殿前殿明间。右侧的门上可见毗庐帽，门外即东暖阁

### 養心殿
為“工”字形殿，即前殿、後殿之間用穿堂相連接。養心殿前檐下懸掛“養心殿”陡匾。

#### 前殿
面闊三間（通面闊36米），進深三間（通進深12米）。黃琉璃瓦歇山頂，明間、西次間接有卷棚抱廈。前檐檐柱位，每間各加方柱兩根，所以外觀形似九間。

##### 前殿明間
皇帝寶座設在明間正中，上方懸掛雍正帝御書“中正仁和”匾。寶座東側北面的小門上方懸掛“恬澈”匾（咸豐帝題，上鈐“咸豐宸翰”印），寶座西側北面的小門上方懸掛“安敦”匾（咸豐帝題，上鈐“咸豐宸翰”印）。前殿明間南側掛“日監在茲”匾（咸豐帝題，上鈐“咸豐宸翰”印）。木制楹聯為“化日宏開仁壽宇，慈雲長煥吉祥光”（朱汝珍書，落款“臣朱汝珍敬書”）。明間東、西墻上開門，門上方有毗廬帽。明間北側有一東西向的夾道，恬澈、安敦二門開在該夾道南側，夾道內懸掛“咸宜”匾、“大有”匾，以及“登祥”匾、“薦祉”匾（四匾均為咸豐帝題，上鈐“咸豐宸翰”印）前殿明间的宝座后屏正面两侧有对联“保泰常欽若，調元益懋哉”（乾隆帝题），中间有乾隆帝题诗，原文为竖排自右至左书写，无标点，以下将竖排改为横排，格式不变，并添加标点：
西師歸振旅，東陸舒由
庚。執徐奉執規，持躬凜
持盈。三白乵宿歲，萬機
简新正。閒中足養心，而予
有所怦。懷安豈良圖，無
逸斯元亨。自強勵不息，
善長時偕行。

 — 庚辰新正御題

東壁懸掛乾隆御筆《養心殿銘》，西壁懸掛董邦達畫《溪山清曉圖》。乾隆御題詩：天淡雲閒古今情，新圖即景益分明。爽澄蘭沼波吹細，風度松林籟泛輕。白帝精神昨夜入，虛堂颯杳此時生。四家六法何須論，領略堂前妙趣呈。

##### 東暖閣
- 前殿明間東側的“東暖閣”曾是慈安太后、慈禧太后兩宮聽政處。[1]東暖閣內分成五室：
- 南半部：東暖閣前部東仙樓上，在乾隆、嘉慶時供佛，仙樓下向西設「東大寶座床」，兩側博古格各一，道光時寶座床前添矮床，兩旁設寶座椅；南半部為明窗，西側有門通往前殿的明間。南半部分為兩室，中間由花罩隔開：西側和中間為一大室，室東的花罩前設有朝西的寶座，垂簾聽政時由皇帝坐；東側為一小室，小室的仙樓東欄杆罩下設有東大雙座寶座床，垂簾聽政時由兩宮皇太后坐，前有一琴桌。垂簾聽政時，將二室之間花罩的簾子放下，兩宮皇太后在東側的小室，皇帝在西側的大室，即可垂簾聽政。大室南側的窗下設有坐榻。
- 寄所托：北半部中間小室，道光時改為「藏脩室」，咸豐仍改寄所托，同治年間改「福壽仁恩」匾，寢宮床，罩上掛「魚在藻」匾，《翁文恭日記》載同治皇帝崩於此。寄所托為後室門額，有聯曰：「汲古得修綆，守道無異營。」又聯曰：「書圃禮園無斁好，甌香研淨有餘清。」
  - 壽寓春暉：北半部中間為一小室，小室中間有花罩，花罩上方南側掛有兩塊匾，東為“壽寓春暉”匾，西為“化日舒長”匾（兩匾均為光緒帝題，上鈐“光緒御筆之寶”印）。花罩北側窗下設寶座，朝南。北側窗戶兩側的墻向南凸出，凸出部分懸掛一副對聯“昕宵勿怠思乎順，出入無愆慎厥修”（光緒帝題）。[12]花罩以南的東、西兩側各有一門，分別通往隨安室、西小室。正南有一門，通東暖閣南半部的大室。
- 西小室：北半部西側為一小室，光緒以前為隨安室，聯曰：「無不可過去之事，有自然相知之人。」。北側窗下設寶座，朝南，寶座旁貼落後有一暗門，掛“味道清心”匾。南側有門通東暖閣南半部的大室，東側有門通壽寓春暉。
- 隨安室：北半部東側為一小室，光緒前為寢宮[13]、齋室[14]，道光年間改書檢齋，咸豐時再改檢齋為溫室，該室北側設床榻，上方掛“隨安室”匾（光緒帝題，上鈐“光緒御筆之寶”印）。室內還有“松鶴齋”匾（康熙帝題，上鈐“康熙御筆之寶”印），“仁者壽”匾。[12]隨安室正南有一門，通東暖閣南半部的小室；西墻有一門，通往壽寓春暉。曾於道光朝改為「直內居」，每年所製春帖子皆懸於此。

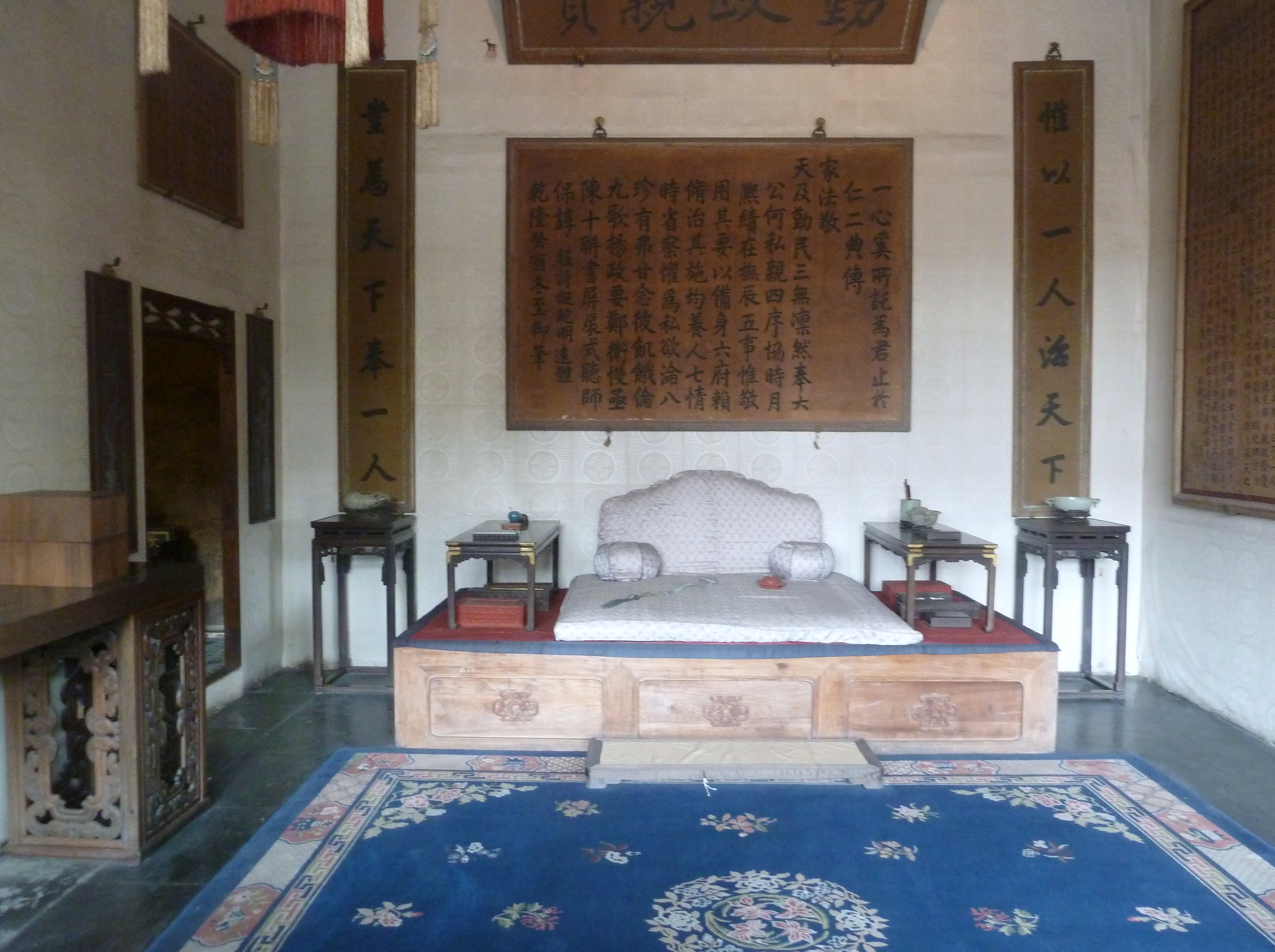
养心殿前殿西暖阁的“勤政亲贤”。左右两侧对联为“惟以一人治天下，岂为天下奉一人”

##### 西暖閣
前殿明間西側的“西暖閣”分隔為數室：
- 東過道：南半部東側是東過道。東墻開門通往前殿明間。西墻開門通往勤政親賢，两侧贴有对联“梅报平安信，鸟传如意春”，此门内北侧背靠西墙立一紫檀木半出腿穿衣镜，可为大臣觐见皇帝时整肃仪容之用。[15]北墻上靠西有一窗戶可通佛堂東南角的小室，窗戶東側有一小門通往佛堂外東側的夾道，此夾道向北可通前殿明間北側的夾道。此夾道的西側板墻上開有南、北兩個窗戶，窗外是佛堂，北窗戶北側是佛堂的樓梯，南窗戶南側是一通往佛堂的門。
- 勤政親賢：南半部中間是皇帝閱看奏折、和大臣秘談的小室。[1]北側掛“勤政親賢”匾（雍正帝題），匾下挂有屏文（见下），其左右兩側對聯為“惟以一人治天下，豈為天下奉一人”，出自張廷玉奏章，雍正帝題，[12]仿張蘊古《大寶箴》作，《大寶箴》亦出現於康熙朝御制櫃門上。東墻靠南有門，通往東過道；西墻靠北有門，通往三希堂的後室。勤政親賢北墙上挂的屏文为乾隆帝题写，原文为竖排自右至左书写，无标点，以下将竖排改为横排，格式不变，并添加标点：

一心奚所託，為君止於仁。二典傳
家法，敬
天及勤民。三無凜然奉，大
公何私親。四序協時月，
熙績在撫辰。五事惟敬
用，其要以備身。六府賴
脩治，其施均養人。七情
時省察，懼爲私欲淪。八
珍有弗甘，念彼飢餓倫。
九歌揚政要，鄭衛漫亟
陳。十聯書屏扆，式聽師

保諄。藪詩擬鮑明遠體，
 — 乾隆癸酉冬至御筆。

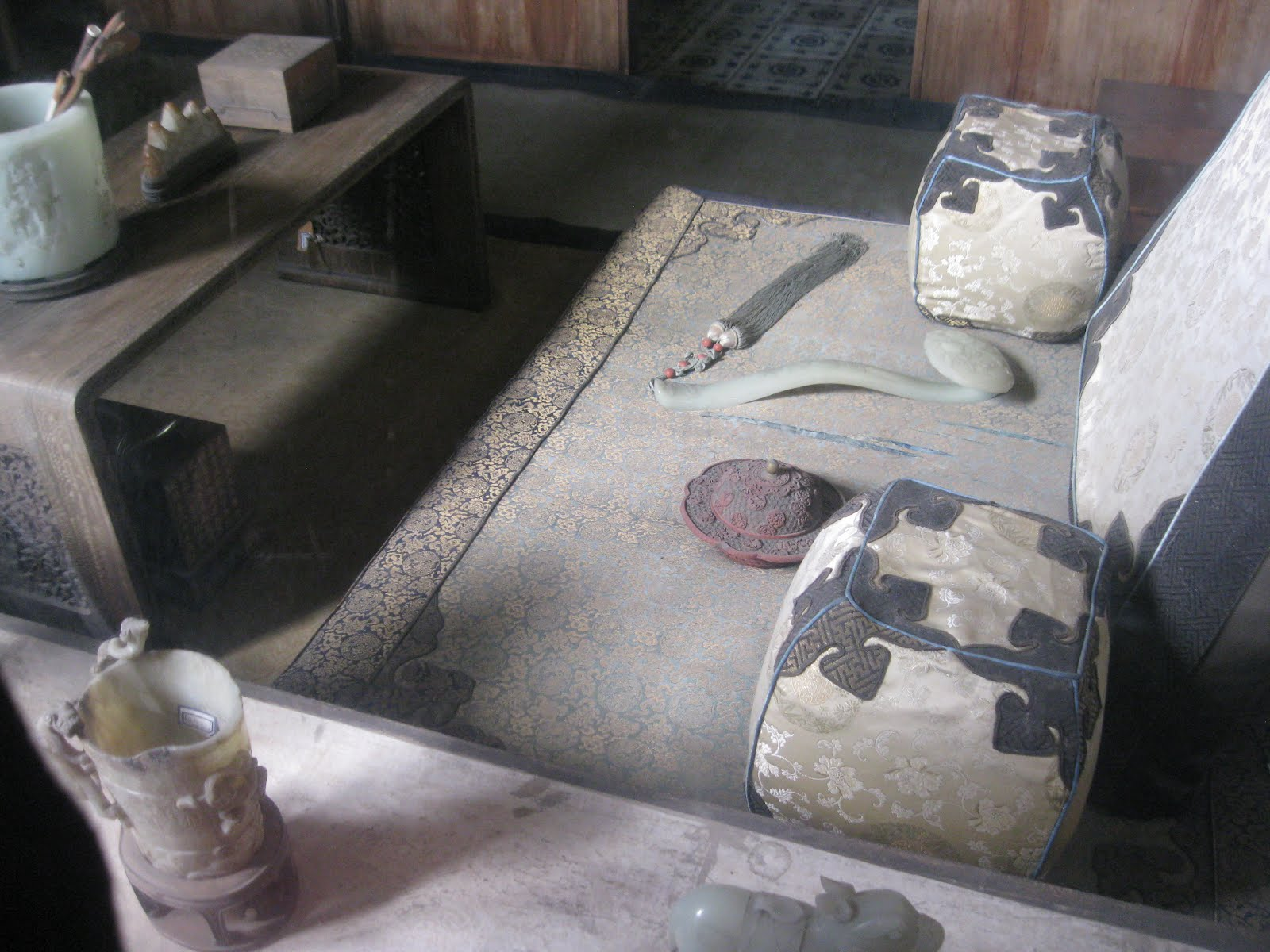
养心殿前殿西暖阁的“三希堂”前室南侧的地炕

- 三希堂：南半部西側为一小室，原名“温室”，清朝乾隆十一年（1746年）更名“三希堂”，是乾隆帝的讀書處，其名取“士希賢，賢希聖，聖希天”之意，堂內原來存有王羲之《快雪時晴帖》、王獻之《中秋帖》（又傳為米芾臨摹）、王珣《伯遠帖》三件珍貴書法。三希堂分為南側的前室、北側的後室，二者中間有木隔扇。前室設有高低地炕，高炕東側的墻上掛“三希堂”匾（乾隆帝題，上鈐“乾隆御筆”印），兩側對聯為“懷抱觀古今，深心託豪素”（乾隆帝題）。[1]前室西墻上掛有通景畫一幅。後室北側正中擺放朝南的寶座。三希堂後室東墻開有兩門，靠南者通往勤政親賢，靠北者通往一條過道，過道向東可到佛堂南側仙樓下層，向北再折向西可到長春書屋。
- 佛堂：北半部為一佛堂。[1]佛堂中央有一座大型木制的無量壽寶塔，佛堂內四周設有仙樓，仙樓二層掛有許多唐卡。仙樓的樓梯設在東北角，為一東西走向的樓梯，緊靠北墻，下樓梯即正對前殿明間北側的夾道，向右即佛堂外東側的夾道。仙樓北側有窗戶。西側仙樓二層懸掛著“大圓覺”匾額，兩側對聯為“妙諦六如超眾有，善根三藐福群生”；二層供奉著10幅唐卡（南、北兩壁各一幅大唐卡，西壁五幅大唐卡，五幅中間的三幅上同時各掛一幅小唐卡）；一層中央為一小室，小室安有花罩，花罩以東的南北兩側是門，小室西壁正中掛一“福”字，兩側對聯為“□□瑞雲盈宇宙，□□□□□□□”，北壁正中為一窗戶，窗戶兩側對聯為“□□□□□，乾坤一氣中”；一層南、北兩側朝東各開一門，進入南側的門向南再向西即可到長春書屋北門外，進入北側的門向北折向西，經西側仙樓西側的夾道向南也可直達長春書屋北門外。東側仙樓二層無對聯，供奉有多幅大唐卡；一層僅中間開門，門內小室的東壁設有一床榻，小室南、北兩壁各開一門，出北門可見仙樓的樓梯下方，以及位於樓梯南側的佛堂外東過道西板墻靠北的窗戶，出南門向東再出一門可到佛堂外東側的過道，出南門向南可到一小室，該小室位於佛堂的東南角，平面呈曲尺形；東側仙樓以東便是佛堂外東側的夾道。北側仙樓二層掛有一副對聯，供奉有多幅大唐卡；一層開有一門，門內北側為窗戶。南側仙樓二層掛有一副對聯，供奉有多幅大唐卡，一層向西即從三希堂後室東側出來的過道。
- 長春書屋：三希堂北側與佛堂之間有一小室，其北門外側的垂罩上懸掛“長春書屋”匾（匾朝北）。[1]長春書屋東門即上述從三希堂後室出來的過道，長春書屋北門出去即佛堂西側仙樓的南部，長春書屋西墻（即前殿西山墻）上原來開有一窗，此窗位於梅塢南側。
- 梅塢：西暖閣西側外接有一耳殿，是皇帝休息之處。[1]梅塢是乾隆三十九年添建。此殿坐北朝南，面闊一間，黃琉璃瓦硬山頂。從西暖閣西山墻辟門通往該耳殿，門額題“梅塢”，此門開在佛堂西側仙樓以西的夾道西墻上。梅塢前檐檻墻上是玻璃屜窗，再向上是冰裂紋欞格支窗、冰裂紋橫披窗（日语：欄間）。梅塢的西山墻上開有一小窗，窗外安裝有梅花紋窗罩，窗外為西圍房院。

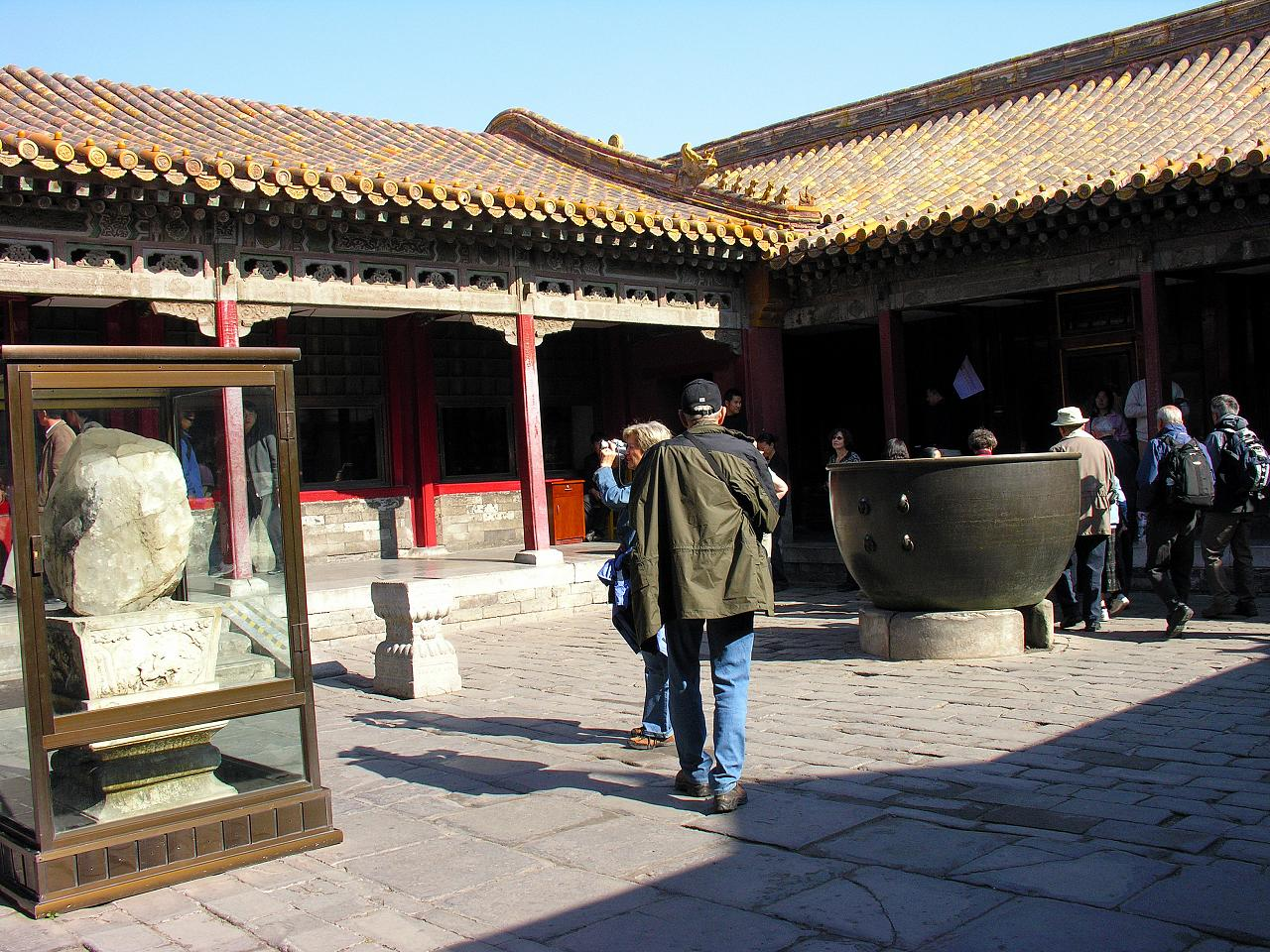
體順堂前的小院落。左侧为“水晶灯”，左侧房屋为體順堂，右侧房屋为东围房。

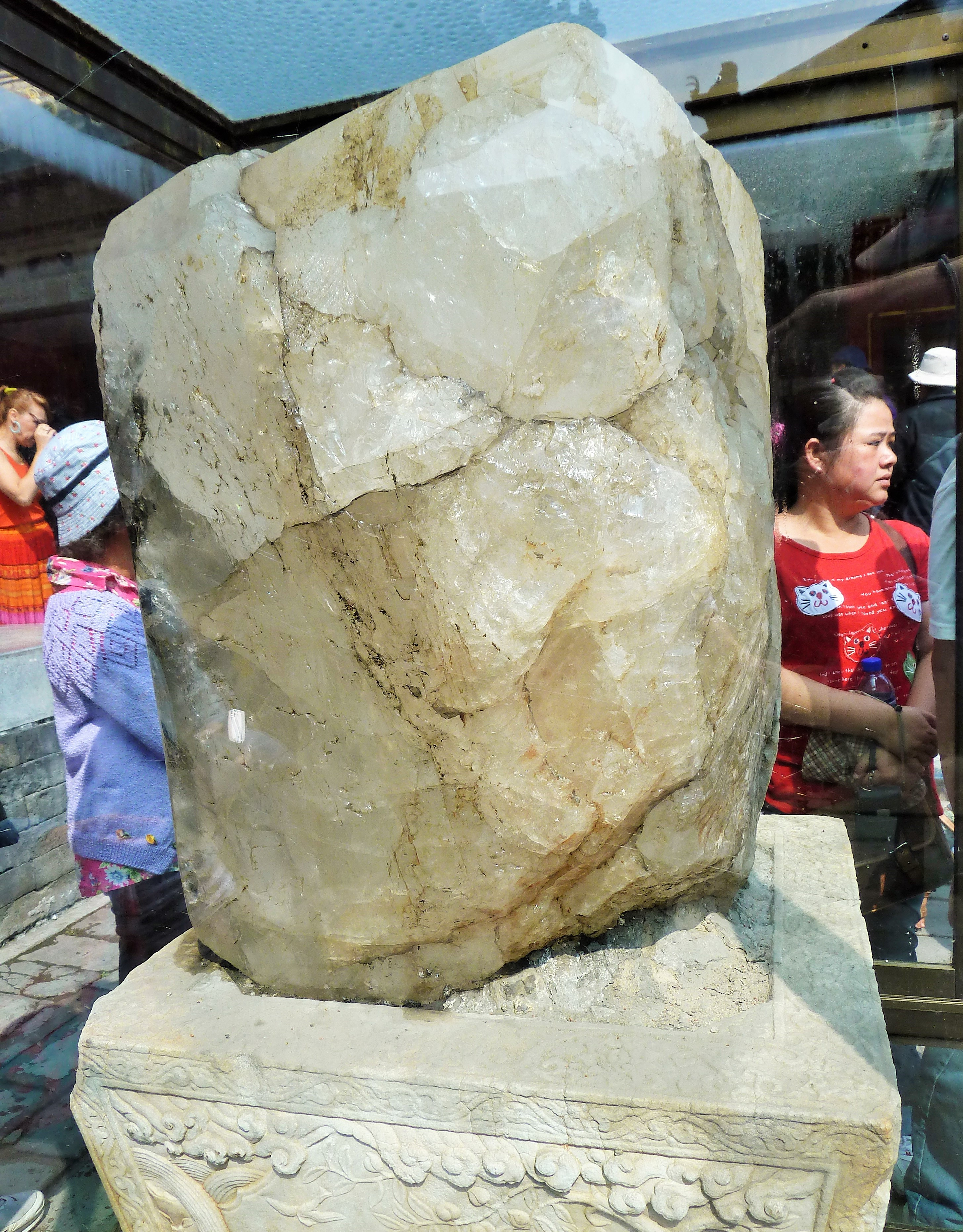
体顺堂前的“水晶灯”

- 無倦齋：佛堂西側，長春書屋北側

#### 穿堂（工字廊）
前殿明間正北側有穿堂，通往後殿明間。穿堂的門上懸掛“積學儲寶”匾（光緒帝題，上鈐“光緒御筆之寶”印）。

#### 後殿
是皇帝寢宮，共五間。東西稍間是寢室，分別設有床，皇帝可隨意居住。後殿外東、西兩端的南側均有南北走向的墻，將後殿分別和體順堂、燕禧堂前的院子隔開，墻上開門。
- 後殿西稍間（華滋堂）：北側設床榻。東墻開門，門兩旁對聯為“榮生苑樹春光繞，瑞啓瑤臺矞采多”（張百熙書，落款“臣張百熙敬書”）。[12]華滋堂西北角掛有一幅“九九消寒圖”。
- 後殿西次間（昕宵勿怠）：南側設坐榻，坐榻南側的窗戶上方掛“昕宵勿怠”匾（慈禧太后題）。[12]西墻開門，門上掛“華滋堂”匾（咸豐帝題）[12]；門兩邊各有一窄而高的座鐘，座鐘頂端為鐘面，下部長形的鐘體上有對聯“八表山川徵樂壽，重霄日月燭升恆。”西次間北側設一对紫檀雲龍紋櫃，其間為一紫檀小櫃，小櫃上擺放一只座鐘，三櫃合為一體。兩高櫃之間的空當上部作一垂花罩門。這組櫃子恰與墻的尺寸吻合，是專為此處設計定做的。[15]
- 後殿明間（乾元資始）：北側設坐榻，坐榻前方的花罩上掛“乾元資始”匾（光緒帝題，上鈐“光緒御筆之寶”印）。西側設花罩，花罩上東側掛“莊敬日強”匾（光緒帝題，上鈐“光緒御筆之寶”印）。[12]北侧坐榻背后的墙上挂有屏文，原文为竖排自右至左书写，无标点，以下将竖排改为横排，格式不变，并添加标点：

僊蹕九重臺，香莚萬
壽杯。依旬初降雨，三
月早聞雷。露結朝隮
蜜，花含宿雨開。幸承
天澤豫，澷使日光催。
同雲接野烟，飛雪舞
長天，拂樹添梅色，過
樓助粉妍。光含班氏
扇，韻入楚王絃，六出
迎仙藻，千箱荅瑞年。
唐臣李嶠喜雨喜雪
律詩。
 — 臣潘祖蔭敬書

- 後殿東次間（天行健）：北側設寶座，寶座後的墻上有木制楹聯“應律璿樞臨太乙，敷天春色遍寰中”。寶座前設花罩，花罩南側上方掛“天行健”匾（慈禧太后題，上鈐“慈禧皇太后之寶”印）。東次間南側掛“含謨吐忠”匾（光緒帝題，上鈐“光緒御筆之寶”印）。東次間東墻開門，門兩旁對聯為“富貴三春景，平安兩字金”（書者待查），橫批為“自彊不息”（光緒帝題，上鈐“光緒御筆之寶”印）。[12]
- 後殿東稍間（又日新）：北側設床榻，上方掛“又日新”匾。西墻開門，門兩旁對聯為“修身先謹懍幽獨，讀書在培養本原”（書者待查），橫批為“毋不敬”（光緒帝題，上鈐“光緒御筆之寶”印）。東墻上掛有對聯“六合清寧調玉燭，萬春景命輝珠躔”（趙汝珍書）。[12]

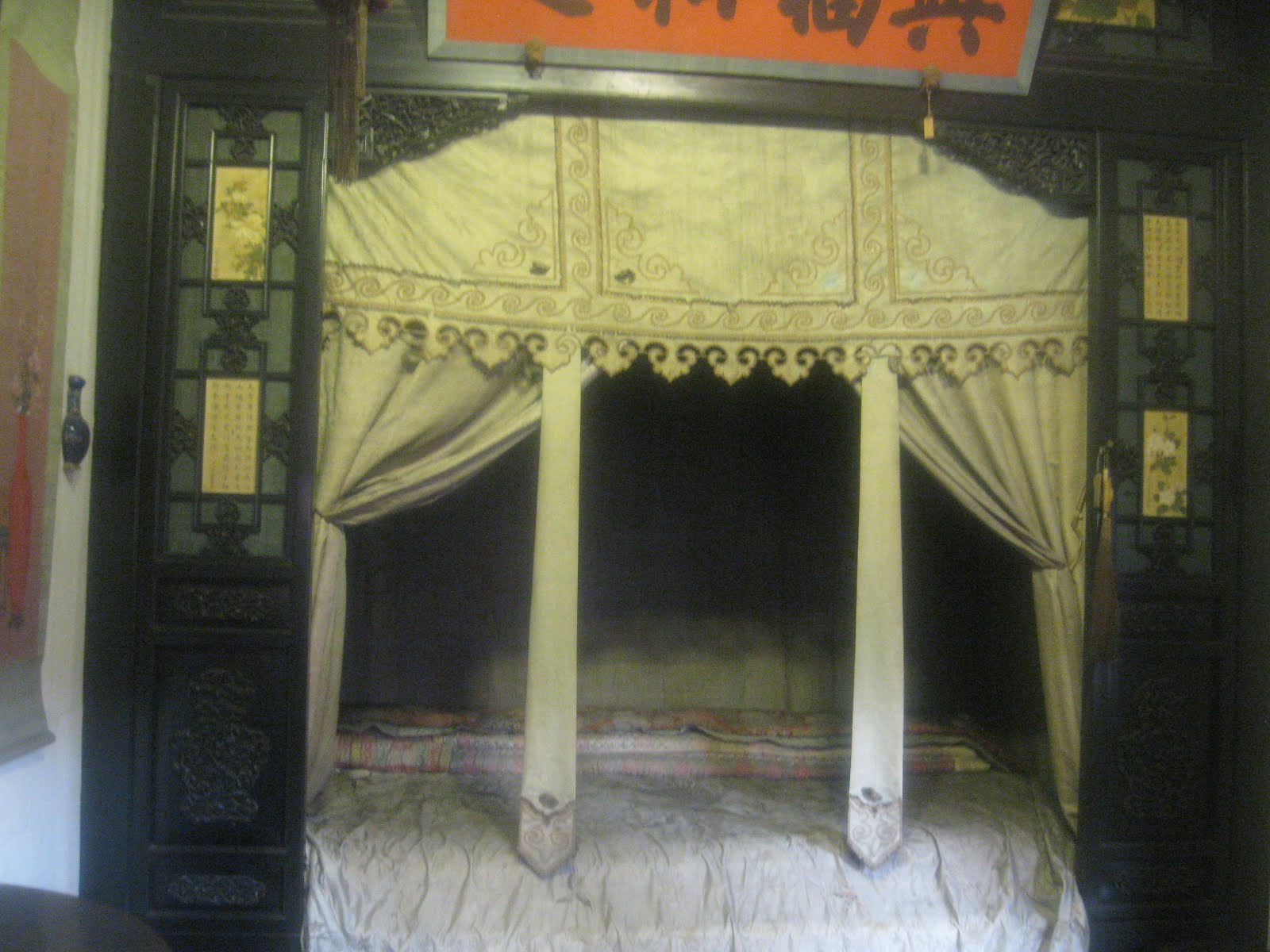
体顺堂西梢间，上方匾额“與福相迎”。

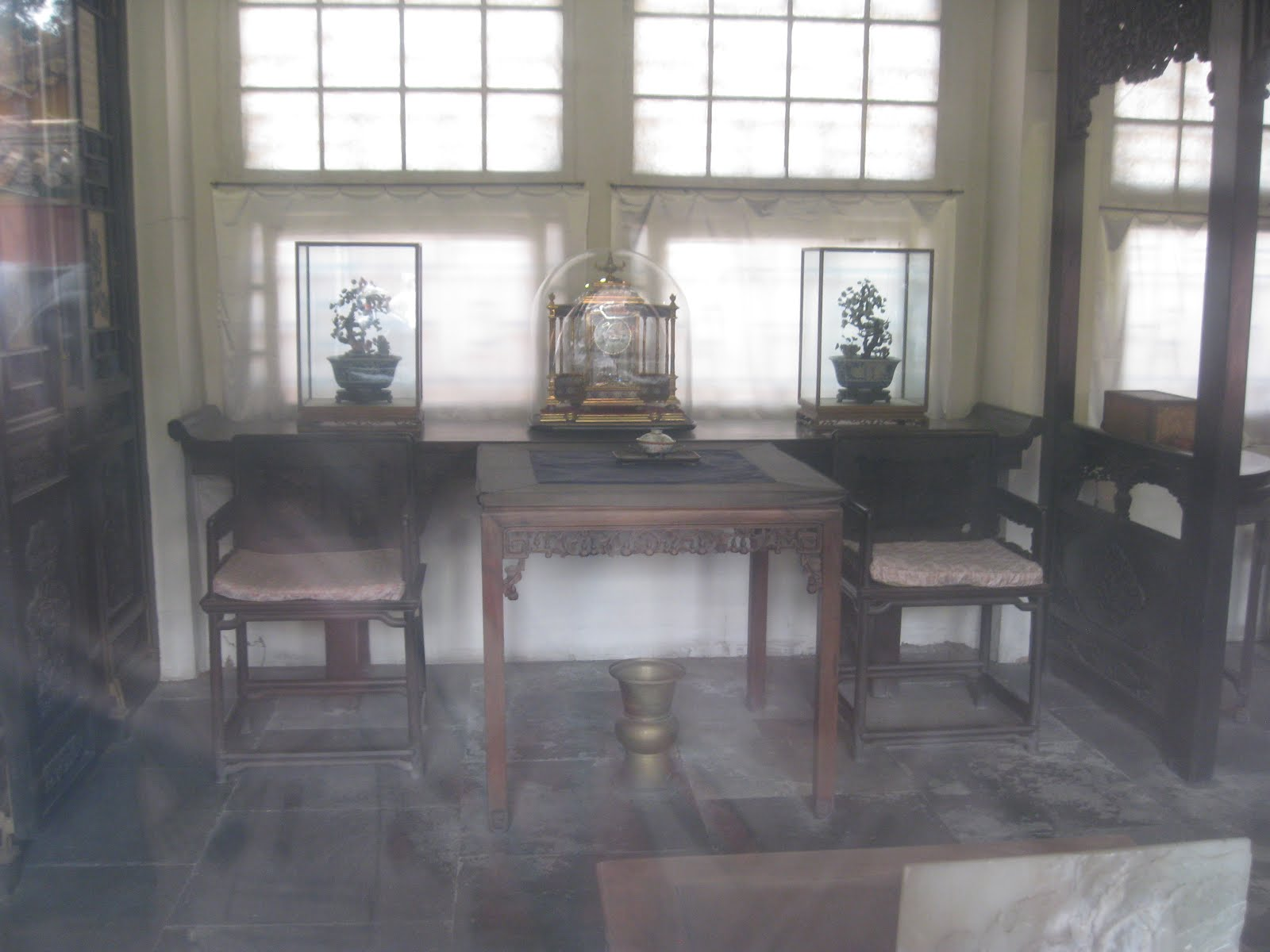
体顺堂东次间

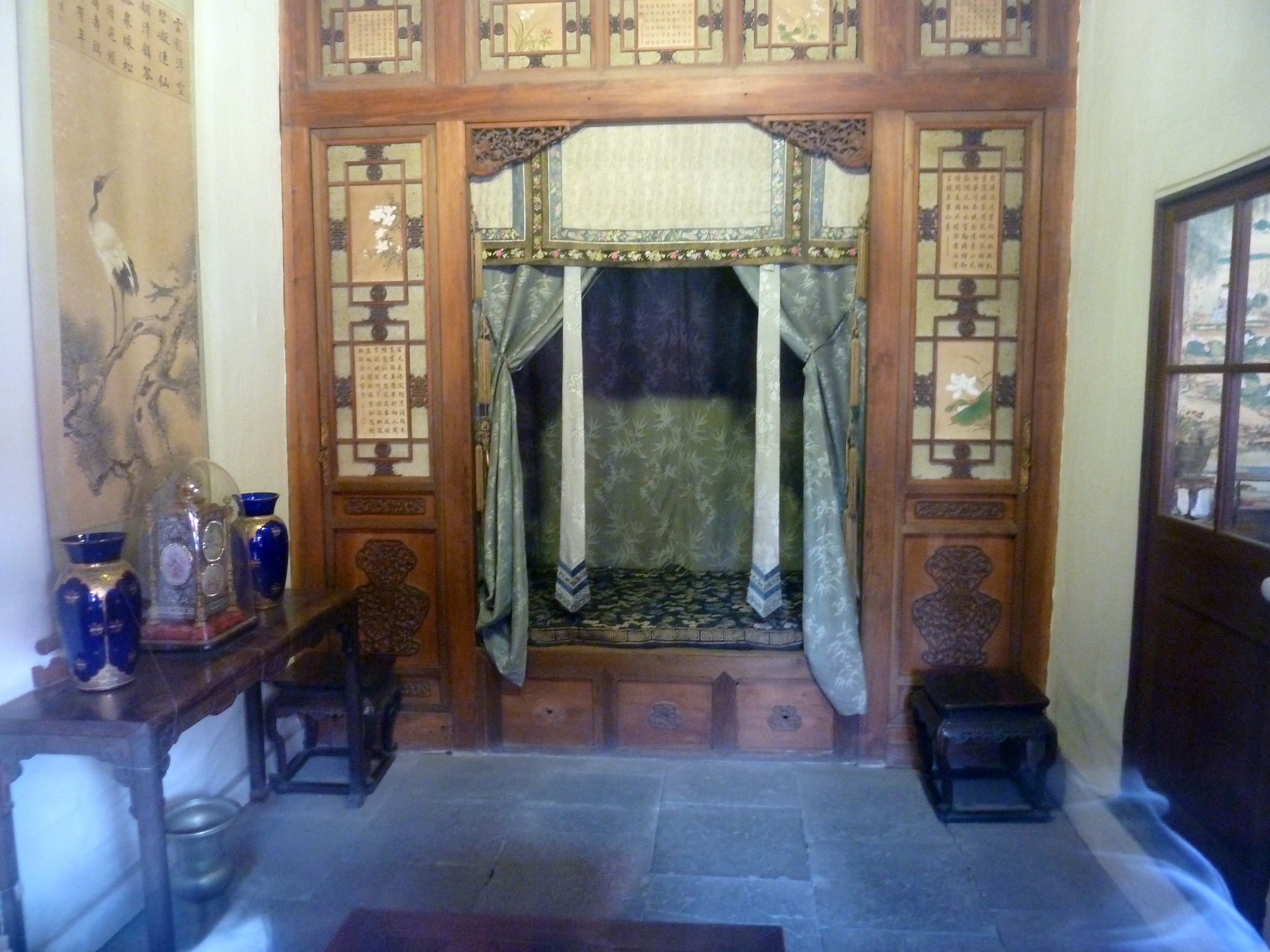
东围房北部的一间寝室

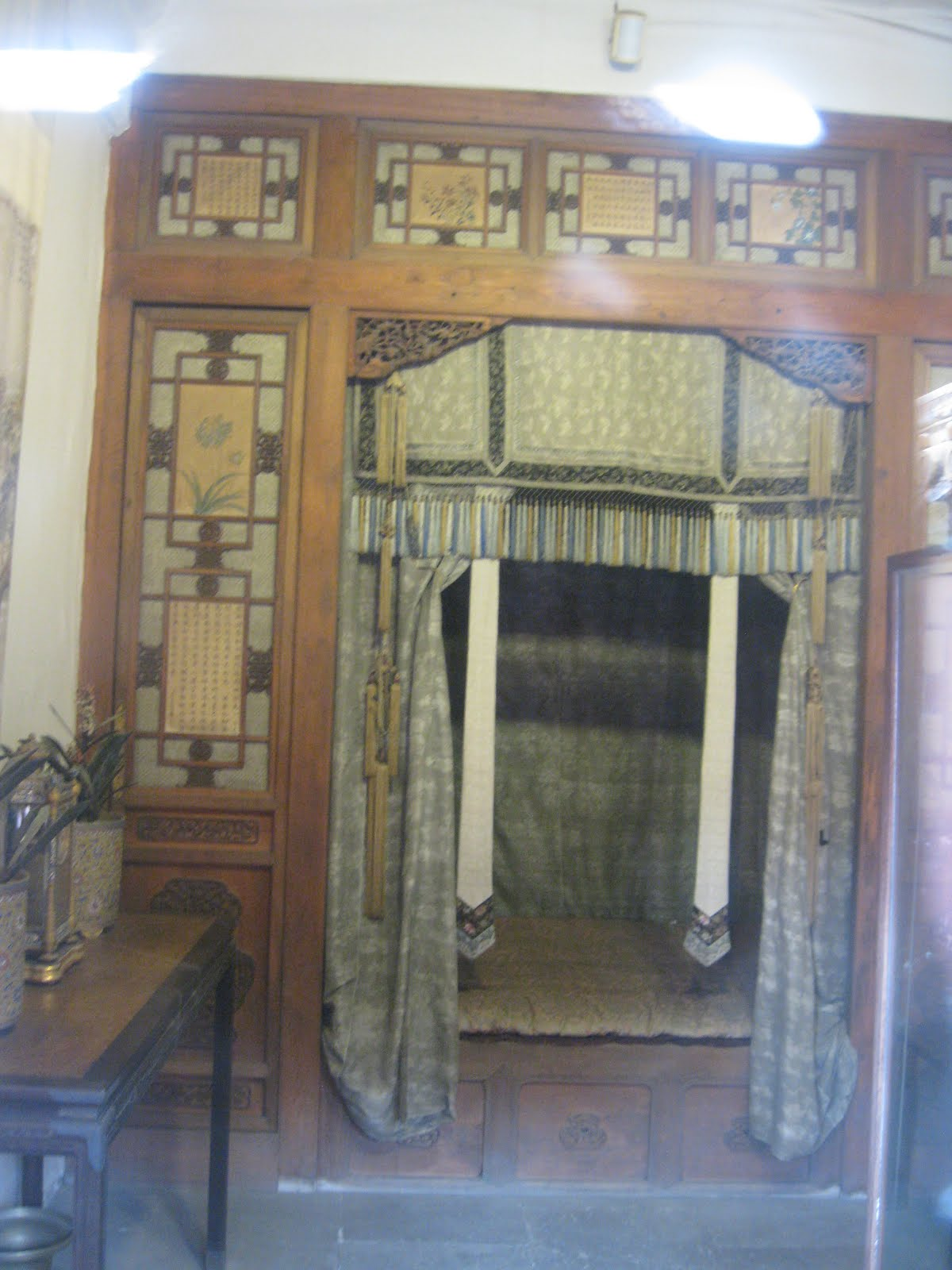
东围房北部的另一间寝室

### 體順堂
養心殿後殿東耳房，面闊五間。明朝稱“隆禧館”，清朝咸豐年間更名為“綏履殿”，光緒年間更名為“體順堂”。皇帝居住養心殿時，此處是皇后隨居之處。清朝同治年間，兩宮皇太后垂簾聽政時，慈安太后住在東側的體順堂。
- 體順堂西稍間：內為寢室，北側設床榻，床榻外上懸“與福相迎”匾（光緒帝題，上鈐“光緒御筆之寶”印）。西稍間東墻開門，門兩側對聯為“乾坤徵合德，日月耀重光”（潘祖蔭書，落款“臣潘祖蔭敬書”），橫批為“延福”（光緒帝題，上鈐“光緒御筆之寶”印）。[12]
- 體順堂西次間：北側設條案，條案正中有一鐘錶。西次間東側為一木隔扇；西墻開門，門兩側對聯為“芝蘭增喜色，松鶴慶恆春”（徐郙書，落款“臣徐郙敬書”），橫批為“永天慶”（慈禧太后題）。[12]
- 體順堂明間：北側上方懸掛“綏德安家”匾（慈禧太后題）。匾下設坐榻，坐塌正中有一小几案。南側上方懸掛“福喜盈積”匾（光緒帝題，上鈐“光緒御筆之寶”印）。[12]
- 體順堂東次間：北側設條案，條案正中有一鐘錶。東次間東西兩側均為木花罩，東側木花罩上方西側懸掛“祥開麒趾”匾（潘祖蔭書，落款“臣潘祖蔭敬書”）。[12]
- 體順堂東稍間：東側設有坐榻，上方懸掛“堯飲舜舞”匾（徐郙書，落款“臣徐郙敬書”）。東稍間西側為一木花罩，花罩上的東側懸掛“含和履中”匾（慈禧太后題）。“含和履中”匾和“祥開麒趾”匾掛在同一個花罩的兩側。[12]

### 燕禧堂
養心殿後殿西耳房，面闊五間。明朝稱“臻祥館”，清朝咸豐年間更名為“平安室”，光緒年間更名為“燕禧堂”。皇帝居住養心殿時，此處是貴妃等人隨居之處。清朝同治年間，兩宮皇太后垂簾聽政時，慈禧太后住在西側的燕禧堂。燕禧堂门上悬挂着“燕喜堂”匾额。

### 其他建筑
- 东配殿：位于养心殿前东侧，面闊五間出廊。明朝称“履仁齋”。清朝设为佛堂。
- 西配殿：位于养心殿前西侧，面闊五間出廊。明朝称“一德軒”。清朝设为佛堂。
- 水晶灯：位于體順堂前、养心殿前殿东侧的院内，是一块水晶石。水晶石下有汉白玉福禄石座，寓意光明磊落、纯洁无瑕。如今外面罩有玻璃阁罩进行保护。[16]此院南侧有墙，与养心殿前的院落隔开，该墙西到养心殿前殿东山墙，东到东围房西侧。
- 东围房、西围房：位于养心殿院落的东西两侧，东西配殿的后面，东西各有十余间，房间较为矮小，室内陈设简单，是皇帝居住养心殿时，供妃嫔等人随侍时临时居住之所。[1]
- 吉祥门：位于體順堂北侧。进门便是东围房和體順堂之间的穿廊。
- 如意门：位于燕禧堂北侧。进门便是西围房和燕禧堂之间的穿廊。

## 延伸阅读
- 施庆华，明清宫廷档案，陕西师范大学出版社，2005年，ISBN 7561334370 ISBN 9787561334379
- 徐立亭，咸丰·同治帝，吉林文史出版社，1993年，ISBN 78052871104 ISBN 9787805287102
- 施枫，趣谈老北京，中国旅游出版社，2001年，ISBN 7503218312 ISBN 9787503218316